# Janusz Morgenstern

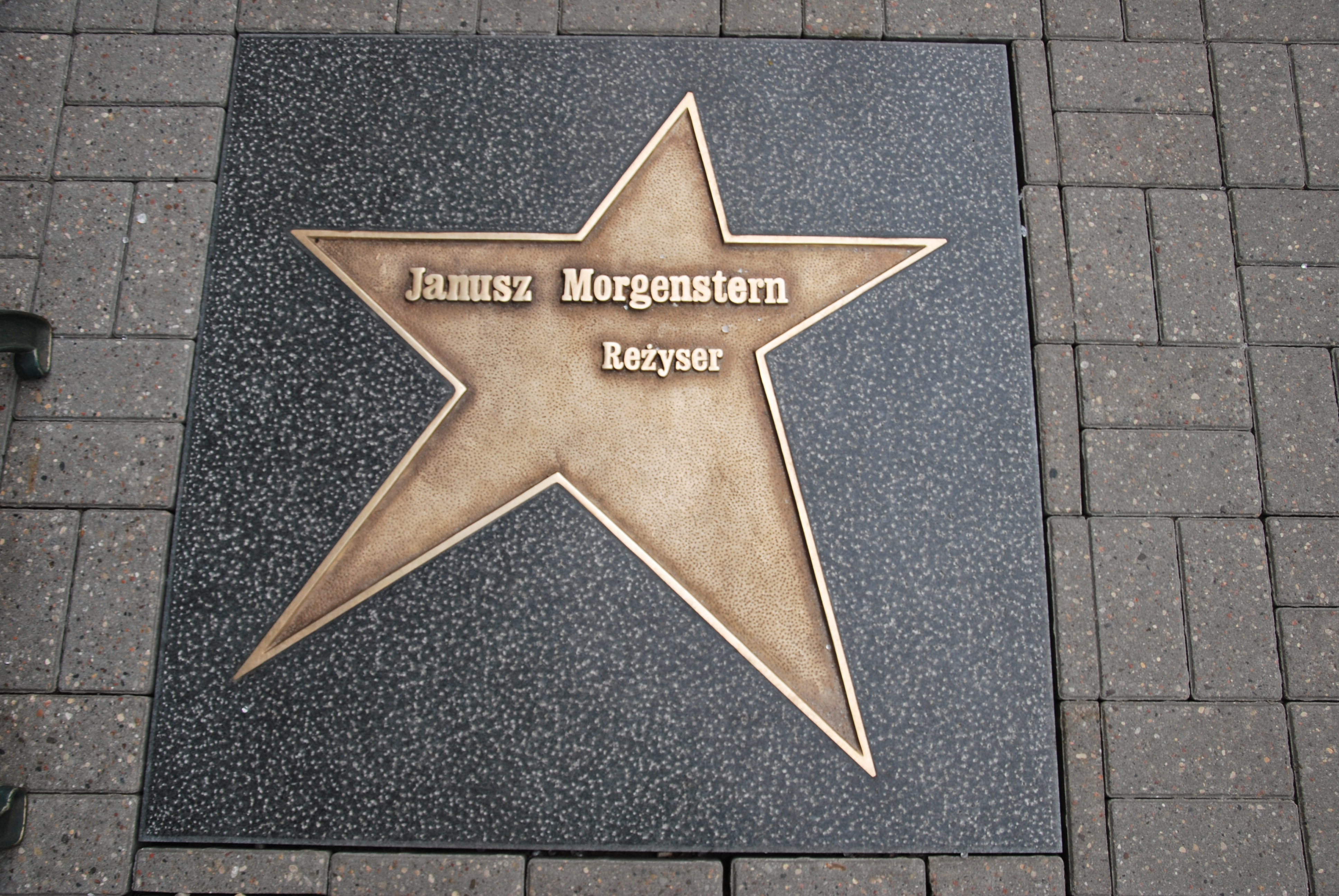
Gwiazda Janusza Morgensterna w łódzkiej Alei Gwiazd

Janusz „Kuba” Morgenstern (ur. 16 listopada 1922 w Mikulińcach, zm. 6 września 2011 w Warszawie) – polski reżyser i producent filmowy.

## Życiorys
Urodził się w rodzinie żydowskiej, jako syn Dawida Morgensterna i Estery z domu Druks. Młodość spędził na Podolu, tam zdał maturę. Przed wojną uczęszczał do Miejskiego Gimnazjum Koedukacyjnego im. Króla Władysława Jagiełły w Przeworsku, gdzie zamieszkiwał brat jego matki. W trakcie okupacji niemieckiej ukrywał się m.in. w domu ukraińskiego dyrektora szkoły w Mikulińcach. Jego rodzice i najbliższa rodzina zginęli podczas II wojny światowej.
Po wojnie podjął studia na Wydziale Reżyserii PWSFTviT w Łodzi, które ukończył w 1954. Na początku kariery był asystentem reżysera w filmach Wandy Jakubowskiej i Andrzeja Wajdy (Kanał). Był II reżyserem w filmach Lotna, Pokolenie oraz Popiół i diament. Jako reżyser zadebiutował filmem Do widzenia, do jutra.
Największy rozgłos przyniosły mu oryginalne współczesne dramaty, poruszające problemy młodych ludzi: Do widzenia, do jutra, Jowita, Trzeba zabić tę miłość. Wielką popularnością cieszyły się również zrealizowane przez niego pod koniec lat 60. seriale telewizyjne Stawka większa niż życie i Kolumbowie oraz późniejsze Polskie drogi.
Wyreżyserował też szereg spektakli Teatru Telewizji (m.in. Arszenik i stare koronki na podstawie sztuki Josepha Kesselringa oraz Herbatka u Stalina wg Ronalda Harwooda). Od 1990 pracował jako producent filmów. W 2004 Antoni Krauze stworzył filmowy portret Morgensterna zatytułowany Ćwiczenia z niepamięci.
W 2008 otrzymał Orła w kategorii osiągnięcia życia (przyznawane za całokształt). W 2010 został uhonorowany nagrodą honorową na Nowojorskim Festiwalu Filmów Polskich. 7 kwietnia 2011 odsłonił swoją gwiazdę w Alei Gwiazd na ulicy Piotrkowskiej w Łodzi.
Został członkiem komitetu poparcia Bronisława Komorowskiego przed przyspieszonymi wyborami prezydenckimi 2010.
Zmarł 6 września 2011 w Warszawie, pochowany 12 września 2011 w Alei Zasłużonych cmentarza Wojskowego na Powązkach (kwatera A29-tuje-8). W uroczystościach uczestniczyli m.in. prezydent Bronisław Komorowski, minister kultury Bogdan Zdrojewski, Roman Polański oraz wielu ludzi filmu i przyjaciół artysty. W ostatniej drodze towarzyszyła mu muzyka Krzysztofa Komedy z filmu Do widzenia, do jutra i Andrzeja Kurylewicza z serialu Polskie drogi.

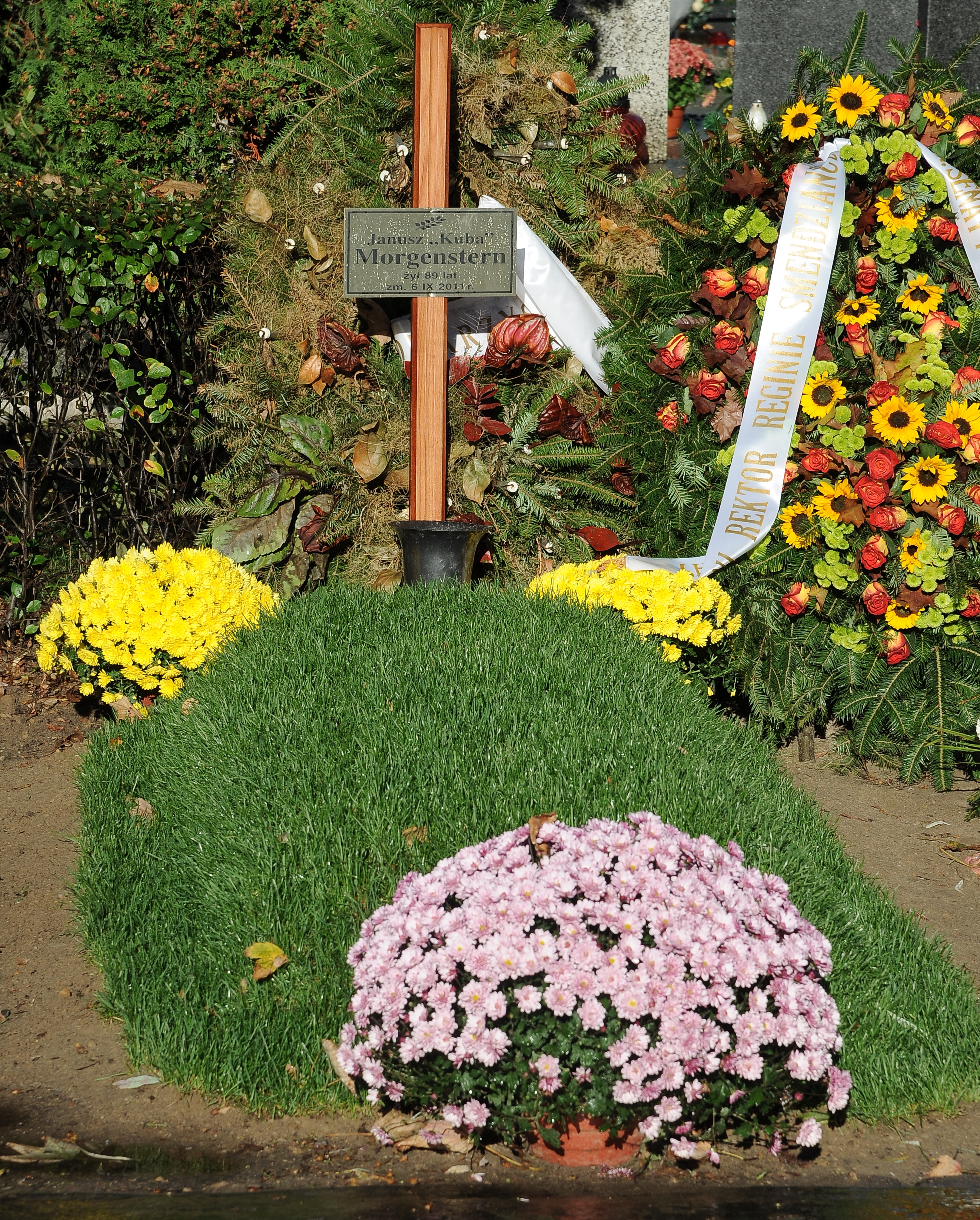
Grób Janusza Morgensterna na warszawskich Powązkach Wojskowych w 2011 r.

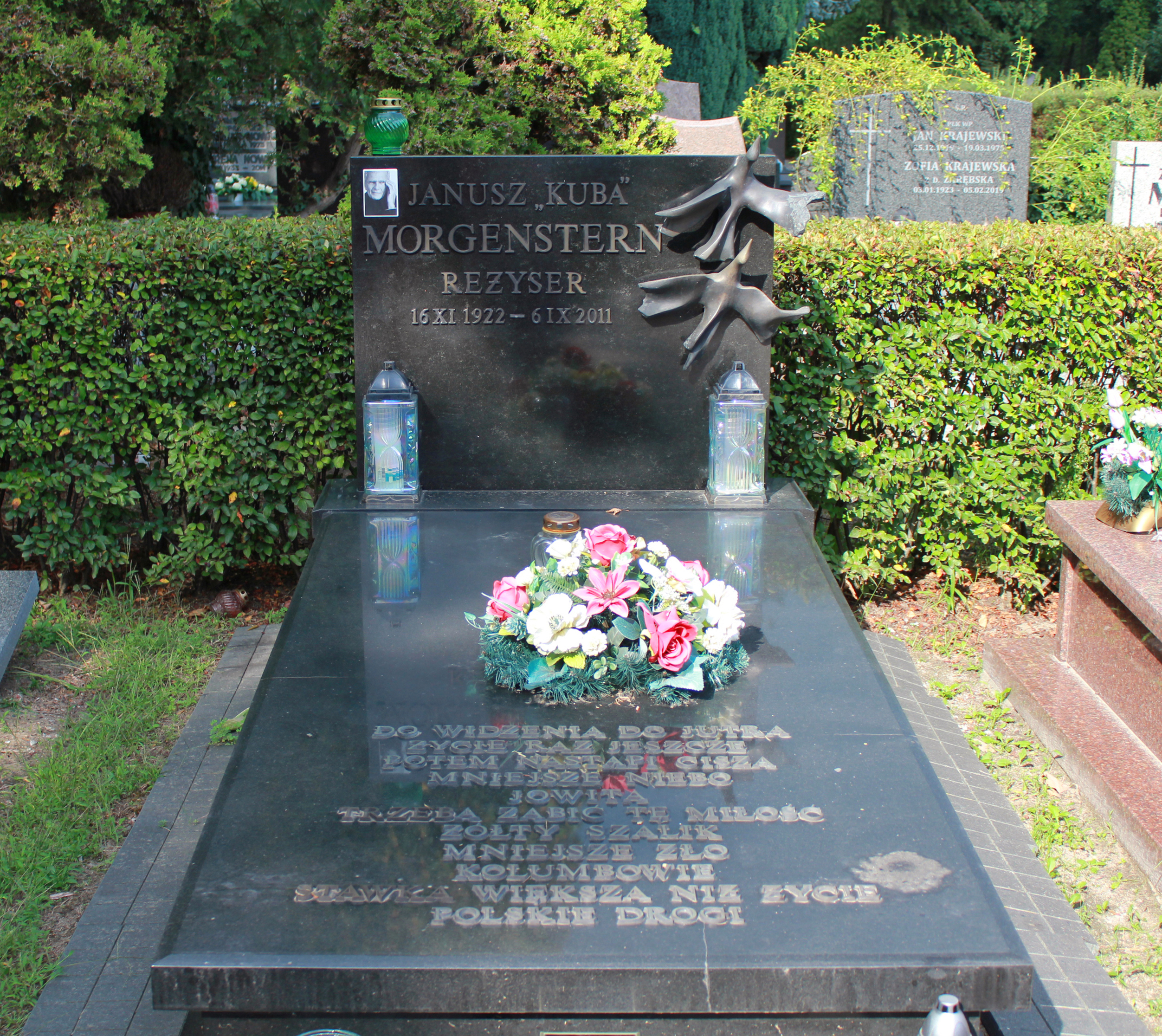
Grób reżysera w 2023 r., widoczne jego zdjęcie oraz na poziomym kamieniu nagrobnym - lista filmów

## Inwigilacjaze strony służb specjalnych PRL
W 1968 znalazł się w zainteresowaniu Służby Bezpieczeństwa z powodu kontaktów z zachodnimi dyplomatami. Bywał w ambasadzie Izraela, spotykał się również z dyplomatami amerykańskimi. Do jego obserwacji SB skierowało tajnych współpracowników oraz założono mu podsłuch telefoniczny. 11 marca 1968 Departament II MSW rozpoczął rozpracowywanie go w ramach Sprawy Operacyjnego Rozpracowania o kryptonimie „Kamera”. Zastosowano również wobec niego perlustrację korespondencji, przeprowadzono tajne przeszukanie jego mieszkania w Inowrocławiu. Wkrótce potem zostało przeszukane jego mieszkanie w Warszawie, SB fotografuje jego osobiste notatki oraz zakłada podsłuch pokojowy. Do inwigilacji próbowano wykorzystać również jego żonę Krystynę Cierniak-Morgenstern. Ostatnie doniesienia dotyczące J. Morgersterna datowane są na styczeń 1977. Dokumentacja z jego rozpracowania zachowała się w Archiwum Instytutu Pamięci Narodowej pod sygnaturą AIPN 01224/1596/J.

## Filmografia

### Jako reżyser
- 1954: Rzodkiewki (etiuda szkolna)
- 1960: Przygoda w terenie (krótkometrażowy)
- 1960: Do widzenia, do jutra
- 1961: Ambulans (krótkometrażowy)
- 1962: Jutro premiera (także scenariusz)
- 1963: Dwa żebra Adama
- 1964: Życie raz jeszcze
- 1965: Potem nastąpi cisza (także scenariusz)
- 1967–1968: Stawka większa niż życie (serial telewizyjny)
- 1967: Jowita wg powieści Disneyland S. Dygata
- 1970: Kolumbowie (serial telewizyjny) wg powieści R. Bratnego
- 1972: Dama pikowa (w ramach cyklu telewizyjnego Klasyka światowa; także scenariusz)
- 1972: Trzeba zabić tę miłość
- 1974: S.O.S. (serial telewizyjny)+
- 1976: Polskie drogi (serial telewizyjny)
- 1979: Godzina „W”
- 1980: Mniejsze niebo
- 1986: Legend of the White Dragon (tytuł polski Biały smok, współreżyserowany z J. Domaradzkim)
- 2000: Żółty szalik (w ramach cyklu telewizyjnego Święta polskie)
- 2009: Mniejsze zło (także scenariusz i produkcja; premiera 23 października[16])

### Jako producent
- 1990: Europa, Europa (producent wykonawczy)
- 1990: Femina
- 1990: Korczak
- 1993: Koloss
- 1993: Do widzenia wczoraj. Dwie krótkie komedie o zmianie systemu
- 1995: Zołotoje dno (film polsko-rosyjski, tytuł polski: Złote dno)
- 1996: Panna Nikt
- 1997: Ciemna strona Wenus
- 1998: Złoto dezerterów
- 1999: Palce lizać (serial telewizyjny; producent wykonawczy)
- 2000: Chłopaki nie płaczą
- 2000: Żółty szalik (w ramach cyklu telewizyjnego Święta polskie; producent wykonawczy)
- 2000: Noc świętego Mikołaja (w ramach cyklu Święta polskie; producent wykonawczy)
- 2001: Poranek kojota
- 2001: Requiem (współproducentem był Jerzy Buchwald)
- 2002: Wszyscy święci (w ramach cyklu Święta polskie; producent wykonawczy)
- 2002: Zemsta
- 2003: Biała sukienka (w ramach cyklu Święta polskie; producent wykonawczy)
- 2003: Królowa chmur (w ramach cyklu Święta polskie; producent wykonawczy)
- 2004: Długi weekend (w ramach cyklu Święta polskie; producent wykonawczy)
- 2004: Piekło niebo (w ramach cyklu Święta polskie; producent wykonawczy)
- 2005: Barbórka (w ramach cyklu Święta polskie; producent wykonawczy)
- 2005: Przybyli ułani (w ramach cyklu Święta polskie; producent wykonawczy)
- 2005: Komornik
- 2006: Czeka na nas świat (współproducentem był Juliusz Machulski)
- 2006: Miłość w przejściu podziemnym (w ramach cyklu Święta polskie; producent wykonawczy)
- 2009: Mniejsze zło

### Jako aktor
- 2011: Uwikłanie (profesor Andrzej Zieleniecki, ojciec Szackiej)

## Ordery i odznaczenia
- Krzyż Komandorski z Gwiazdą Orderu Odrodzenia Polski (1997)[17]
- Krzyż Oficerski Orderu Odrodzenia Polski (1976)
- Krzyż Kawalerski Orderu Odrodzenia Polski (1964)[18]
- Brązowy Medal „Za zasługi dla obronności kraju” (1967)[19]
- Złoty Medal „Zasłużony Kulturze Gloria Artis” (2005)[20]
- Medal Stowarzyszenia Autorów ZAiKS (2009)[21]
- Odznaka tytułu honorowego „Zasłużony dla Kultury Narodowej” (1989)[22]

## Nagrody
- Nagroda Komitetu do spraw Radia i Telewizji za twórczość radiową i telewizyjną za rok 1970 (1971)
- Nagroda Ministra Kultury i Sztuki I stopnia za filmową twórczość telewizyjną (1977)
- Nagroda zespołowa Trybuny Ludu za realizację serialu telewizyjnego Polskie Drogi (1978)[23]
- Nagroda Przewodniczącego Komitetu Kinematografii dla producentów filmowych (1991)
- Nagroda Przewodniczącego Komitetu Kinematografii za osiągnięcia producenckie na XVIII Festiwalu Polskich Filmów Fabularnych w Gdyni (1993)
- Statuetka „Gwiazda Telewizji Polskiej” wręczona z okazji 50-lecia TVP "za filmy telewizyjne i spektakle teatru telewizji" (2002)
- Doroczna Nagroda Ministra Kultury w dziedzinie filmu (2005)
- Nagroda na FPFF w Gdyni 2005: Komornik
- Orzeł 2006: Komornik
- Polska Nagroda Filmowa Orzeł w kategorii: Nagroda za Osiągnięcia Życia (2008)
- Nagroda Honorowa „Jańcia Wodnika” na Ogólnopolskim Festiwalu Sztuki Filmowej „Prowincjonalia” we Wrześni za "twórczy, indywidualny wkład w rozwój Polskiej Szkoły Filmowej, za nieustanną gotowość dzielenia się swoją wrażliwością i talentami, za wnikliwe portretowanie ludzkich uczuć, wyczucie czasów i znajomość życia" (2010)
- Specjalna Nagroda Honorowa „50 lat pracy w filmie” na 6 Festiwalu Polskich Filmów w Nowym Jorku (2010)
- Nagroda Specjalna „Platynowe Lwy” za całokształt twórczości na 35. Festiwalu Polskich Filmów Fabularnych w Gdyni (2010)
- „Kryształowy Dzik” za całokształt twórczości na 4. Festiwalu Reżyserii Filmowej w Świdnicy (2011)

Źródło:.